# Liste der Monuments historiques in Gyé-sur-Seine
Die Liste der Monuments historiques in Gyé-sur-Seine führt die Monuments historiques in der französischen Gemeinde Gyé-sur-Seine auf.

## Liste der Objekte
| Bezeichnung                                 | Beschreibung                                                 | Standort                              | Kennzeichnung | Schutzstatus | Datum | Bild |
| ------------------------------------------- | ------------------------------------------------------------ | ------------------------------------- | ------------- | ------------ | ----- | ---- |
| Gemälde Grablegung                          | Ölfarbe auf Holz, Anfang des 17. Jahrhunderts                | in der Kirche St-Germain (Lage)       | PM10000887    | Classé       | 1913  |      |
| Wandgemälde Bogenschütze                    | aus dem 16. Jahrhundert                                      | in der Kirche St-Germain (Lage)       | PM10004139    | Inscrit      | 1980  |      |
| Skulptur Madonna mit Kind                   | Kalkstein, farbig gefasst, erste Hälfte des 14. Jahrhunderts | in der Kirche St-Germain (Lage)       | PM10000883    | Classé       | 1913  |      |
| Gemälde Eine Heilige empfängt die Kommunion | Ölfarbe auf Leinwand, 1637 von Noë Ronssoy                   | in der Kirche St-Germain (Lage)       | PM10000889    | Classé       | 1913  |      |
| Orgel                                       | Haupteintrag für PM10000891                                  | in der Kirche St-Germain (Lage)       | PM10004982    | Classé       | 1988  |      |
| Instrumentalteil der Orgel                  | um 1824 gebaut, 1839 zur Walzenorgel umgebaut                | in der Kirche St-Germain (Lage)       | PM10000891    | Classé       | 1988  |      |
| Skulptur Christus in der Rast               | Kalkstein, farbig gefasst, 16. Jahrhundert                   | außen an der Kirche St-Germain (Lage) | PM10000884    | Classé       | 1913  |      |
| Skulptur Heilige Katahrina                  | Kalkstein, einfarbig gefasst und vergoldet, 16. Jahrhundert  | in der Kirche St-Germain (Lage)       | PM10000885    | Classé       | 1913  |      |
| Skulpture Heiliger Joseph mit Jesusknaben   | Kalkstein, einfarbig gefasst und vergoldet, um 1600          | in der Kirche St-Germain (Lage)       | PM10000886    | Classé       | 1913  |      |
| Vier Gemälde von Heiligen                   | Ölfarbe auf Leinwand, erste Hälfte des 17. Jahrhunderts      | in der Kirche St-Germain (Lage)       | PM10000888    | Classé       | 1913  |      |
| Skulptur Mariä Himmelfahrt                  | Holz, farbig gefasst und vergoldet, um 1800                  | in der Kirche St-Germain (Lage)       | PM10000890    | Classé       | 1913  |      |